# Europees kampioenschap bandstoten 1983-1984
Het Europees kampioenschap in de biljartdiscipline bandstoten in het seizoen 1983-1984 werd gespeeld van 26 t/m 29 januari 1984 in Franeker. Raymond Ceulemans behaalde de titel. 

## Toernooi-format
Setsysteem: 2 sets naar 75 caramboles met gelijkmakende beurt. Drie poules van 4 spelers. Halve finale en finale. Plaatsingswedstrijden 3 t/m 8. Remisepartijen en gelijk eindigende sets mogelijk.

## Verlenging
In de halve finale eindigde de partij tussen van der Smissen en Vierat gelijk: 1-1. Een extra beurt moest de beslissing brengen. 
Vierat ging van aquit en scoorde slechts 1 carambole. Van der Smissen scoorde ook en de ballen bleven in een mooie positie liggen om de tweede te maken waarmee de partij werd beëindigd.
Vierat mocht op herhaling in de wedstrijd om het brons tegen Grethen. Fonsy miste waardoor Egidio aan één punt genoeg had.

## Eindstand
| EK Bandstoten 1983-1984 – Eindstand | EK Bandstoten 1983-1984 – Eindstand | EK Bandstoten 1983-1984 – Eindstand | EK Bandstoten 1983-1984 – Eindstand | EK Bandstoten 1983-1984 – Eindstand | EK Bandstoten 1983-1984 – Eindstand | EK Bandstoten 1983-1984 – Eindstand | EK Bandstoten 1983-1984 – Eindstand | EK Bandstoten 1983-1984 – Eindstand | EK Bandstoten 1983-1984 – Eindstand |
| RANG                                | SPELER                              | GESP                                | PP                                  | SetPnt v:t                          | CAR                                 | BRT                                 | MOY                                 | PMOY                                | HS                                  |
| ----------------------------------- | ----------------------------------- | ----------------------------------- | ----------------------------------- | ----------------------------------- | ----------------------------------- | ----------------------------------- | ----------------------------------- | ----------------------------------- | ----------------------------------- |
|                                     | Raymond Ceulemans                   | 5                                   | 10                                  | 19:1                                |                                     |                                     | 10,13                               | 25,00                               | 66                                  |
|                                     | Christ van der Smissen              | 5                                   | 6                                   | 11:9                                |                                     |                                     | 8,10                                | 13,63                               | 32                                  |
|                                     | Egidio Vierat                       | 5                                   | 6                                   | 12:8                                |                                     |                                     | 7,52                                | 9,37                                | 62                                  |
| 4                                   | Fonsy Grethen                       | 5                                   | 8                                   | 10:10                               |                                     |                                     | 6,79                                | 15,00                               | 70                                  |
| 5                                   | Marco Zanetti                       | 4                                   | 8                                   | 10:6                                |                                     |                                     | 6,28                                | 7,89                                | 54                                  |
| 6                                   | Thomas Wildförster                  | 4                                   | 6                                   | 6:10                                |                                     |                                     | 6,04                                | 7,39                                | 42                                  |
| 7                                   | Ludo Dielis                         | 4                                   | 6                                   | 12:4                                |                                     |                                     | 8,66                                | 12,50                               | 42                                  |
| 8                                   | Johann Scherz                       | 4                                   | 4                                   | 6:10                                |                                     |                                     | 5,25                                | 7,89                                | 31                                  |
| 9                                   | Miguel Esteve                       | 3                                   | 4                                   | 5:7                                 |                                     |                                     | 5,37                                | 6.52                                | 38                                  |
| 10                                  | Jos Bongers                         | 3                                   | 2                                   | 4:8                                 |                                     |                                     | 8,27                                | 21,42                               | 48                                  |
| 11                                  | Wolfgang Zenkner                    | 3                                   | 0                                   | 1:11                                |                                     |                                     | 3,85                                | geen                                | 37                                  |
| 12                                  | Kurt Thøgersen                      | 3                                   | 0                                   | 0:12                                |                                     |                                     | 3,66                                | geen                                | 37                                  |
| Totaal                              | Totaal                              | Totaal                              | Totaal                              | Totaal                              | -                                   | -                                   | 6,76                                | 25,00                               | 70                                  |
|                                     |                                     |                                     |                                     |                                     |                                     |                                     |                                     |                                     |                                     |

Algiers 1949-1950 ·
Barcelona 1950-1951 ·
Madrid 1951-1952 ·
Valencia 1952-1953 ·
Saarbrücken 1953-1954 ·
Idar-Oberstein 1954-1955 ·
Lissabon 1955-1956 ·
Groningen 1956-1957 ·
Leuven 1957-1958 ·
Oberhausen 1958-1959 ·
Terrassa 1959-1960 ·
Lissabon 1962-1963 ·
Den Helder 1963-1964 ·
Montecatini Terme 1964-1965 ·
Krefeld 1965-1966 ·
Deurne 1966-1967 ·
Alghero 1968-1969 ·
Apeldoorn 1969-1970 ·
Eupen 1970-1971 ·
Mol 1971-1972 ·
Wenen 1972-1973 ·
Zandvoort 1973-1974 ·
Granada 1974-1975 ·
Moyeuvre-Grande 1975-1976 ·
Bottrop 1976-1977 ·
Zelzate 1977-1978 ·
Emmeloord 1978-1979 ·
Wedel 1979-1980 ·
Hechtel 1980-1981 ·
Emmeloord 1981-1982 ·
Madrid 1982-1983 ·
Franeker 1983-1984 ·
Épinal 1984-1985 ·
Dülmen 1985-1986 ·
Mondorf-les-Bains 1986-1987 ·
Groningen 1987-1988 ·
Bottrop 1989-1990 ·
Mondorf-les-Bains 1990-1991 ·
Grubbenvorst 1991-1992 ·
Wijchen 1992-1993 ·
Wijchen 1993-1994 ·
Wijchen 1994-1995 ·
Wijchen 1995-1996 ·
Wijchen 1996-1997 ·
Wijchen 1997-1998 ·
Wijchen 1998-1999 ·
Hooglede 1999-2000 ·
Duisburg 2000-2001 ·
Wijchen 2001-2002 ·
Amsterdam 2002-2003 ·
Cervera 2003-2004 ·
Hasselt 2004-2005 ·
Kortrijk 2005-2006 ·
Cervera 2006-2007 ·
Carvin 2007-2008 ·
Wijchen 2008-2009 ·
Llinars del Vallès 2009-2010 ·
Haarlo 2010-2011 ·
Cervera 2011-2012 ·
Brandenburg a/d H. 2012-2013 ·
Brandenburg a/d H. 2014-2015 ·
Brandenburg a/d H. 2016-2017 ·
Brandenburg a/d H. 2018-2019 ·
Paiporta 2020-2021